# Hartmut Erbse
Hartmut Erbse (* 23. November 1915 in Rudolstadt; † 7. Juli 2004 in Trossingen) war ein deutscher Klassischer Philologe, der als Professor an den Universitäten Hamburg (1954–1965), Tübingen (1965–1968) und Bonn (1968–1984) wirkte.

## Leben
Der Sohn eines Arztes aus Thüringen studierte Klassische Philologie in Hamburg, wo er 1941 zum Thema Fragmente griechischer Theosophien promovierte. 1948 habilitierte er sich als Gräzist mit einer Studie zu den attizistischen Lexika. Im selben Jahr erhielt er in Hamburg eine erste Dozentur. Dort wurde er 1954 zum außerplanmäßigen Professor ernannt und sechs Jahre später schließlich zum ordentlichen Professor berufen. 1965 folgte er einem Ruf nach Tübingen an den Lehrstuhl für Griechische Philologie und 1968 einem weiteren Ruf an die Universität von Bonn, wo er bis kurz vor seinem Tode forschte und lehrte (emeritiert 1984). 2003 zog er nach Trossingen zu seinem Sohn.
Seine Forschungen widmeten sich der Textkritik und Texterstellung griechischer Fragmente und Scholien, dem Verständnis Homers, Herodots und des Thukydides. Erbse fungierte als Mitherausgeber der renommierten Zeitschriften Glotta und Hermes und gehörte 1965 neben Carl Andresen, Olof Gigon, Karl Schefold, Karl Friedrich Stroheker und Ernst Zinn zu den Herausgebern des Lexikons der Alten Welt (LAW). Gemeinsam mit Kurt Latte gab er die Lexica Graeca minora heraus.
Hartmut Erbse war korrespondierendes Mitglied der British Academy und der Akademie der Wissenschaften zu Göttingen.

## Werke (Auswahl)
- 1950: Untersuchungen zu den attizistischen Lexika, Berlin: Akademie-Verlag.
- 1960: Beiträge zur Überlieferung der Iliasscholien, München: Beck.
- 1965: Lexica Graeca minora, Hildesheim: Olms.
- 1969–1983: Scholia Graeca in Homeri Iliadem, Berlin: de Gruyter.
- 1972: Beiträge zum Verständnis der Odyssee, Berlin: de Gruyter.
- 1979: Ausgewählte Schriften zur klassischen Philologie, Berlin-New York: de Gruyter.
- 1980: Festschrift für Hartmut Erbse zum 65. Geburtstag, hg. von Joachim Latacz, Würzburg: Schöningh.
- 1984: Studien zum Prolog der euripideischen Tragödie, Berlin: de Gruyter.
- 1986: Untersuchungen zur Funktion der Götter im homerischen Epos, Berlin: de Gruyter.
- 1989: Thukydides-Interpretationen, Berlin: de Gruyter.
- 1991: Fiktion und Wahrheit im Werke Herodots, Göttingen: Vandenhoeck & Ruprecht.
- 1992: Studien zum Verständnis Herodots, Berlin: de Gruyter.
- 1995: Theosophorum Graecorum Fragmenta, Stuttgart: Teubner.
- 2003: Studien zur griechischen Dichtung, Wiesbaden: Steiner.